# Farnova Othello
Farnova Othello – elektryczny hipersamochód wyprodukowany pod chińską marką Farnova w 2022 roku.

## Historia i opis modelu
We wrześniu 2021 roku chińskie przedsiębiorstwo Farnova Automotive przedstawiło obszerne plany budowy oferty swoich pierwszych seryjnych pojazdów, wśród których sztandarowym został w pełni elektryczny hipersamochód o nazwie Farnova Othello. W ramach partnerstwa z innym chińskim przedsiębiorstwem Qiantu Motor, pojazd powstał w oparciu o podzespoły techniczne supersamochodu Qiantu K50, jednocześnie zyskując autorski projekt nadwozia.
Farnova Othello zyskała futurystyczną stylistykę, charakteryzując się dwubarwnym malowaniem nadwozia, licznymi wlotami powietrza i nieregularnymi powierzchniami karoserii o szpiczastym, opływowym kształcie. Wykorzystując lekkie komponenty, Othello waży niespełna 1,3 tony. Dwumiejscowy pojazd posiada podnoszone do góry drzwi.

### Sprzedaż
Farnova Othello zbudowana została jako samochód ściśle limitowany, którego produkcja w zakładach w mieście Changde miała rozpocząć się w 2022 roku z planowaną pulą ograniczoną do 2000 sztuk. Cena za pojedynczy egzemplarz miała wynosić ok. 1,86 miliona juanów, równowartość 288 tysięcy dolarów amerykańskich.

### Dane techniczne
Koncentrując się na parametrach technicznych, Farnova obrała za cel konkurowanie z chorwackim producentem elektrycznych hipersamochodów Rimac. Pojazd napędzany jest silnikiem elektrycznym o mocy 1838 KM, który według danych producenta ma osiągać maksymalny moment obrotowy 12 000 Nm. Sprint od 0 do 100 km/h ma zajmować 1,9 sekundy, a prędkość maksymalną określono na 420 km/h. Bateria o pojemności 75 kWh ma pozwalać na przejechanie na jednym zasięgu do ok. 600 kilometrów, dostarczać ma je szwedzkie przedsiębiorstwo Northvolt.